# Péter Kovács (gymnastique)
Pour les articles homonymes, voir Kovács et Péter Kovács.
Péter Kovács  est un gymnaste artistique hongrois, né le 28 septembre 1959 à Heves et mort le 22 juin 2024.

## Biographie
Péter Kovács est médaillé de bronze du concours général par équipe aux Jeux olympiques d'été de 1980 à Moscou, avec ses coéquipiers Ferenc Donáth, György Guczoghy, Zoltán Kelemen, Zoltán Magyar et István Vámos. Il est vice-champion d'Europe à la barre fixe en 1979.

Exécution du salto Kovács
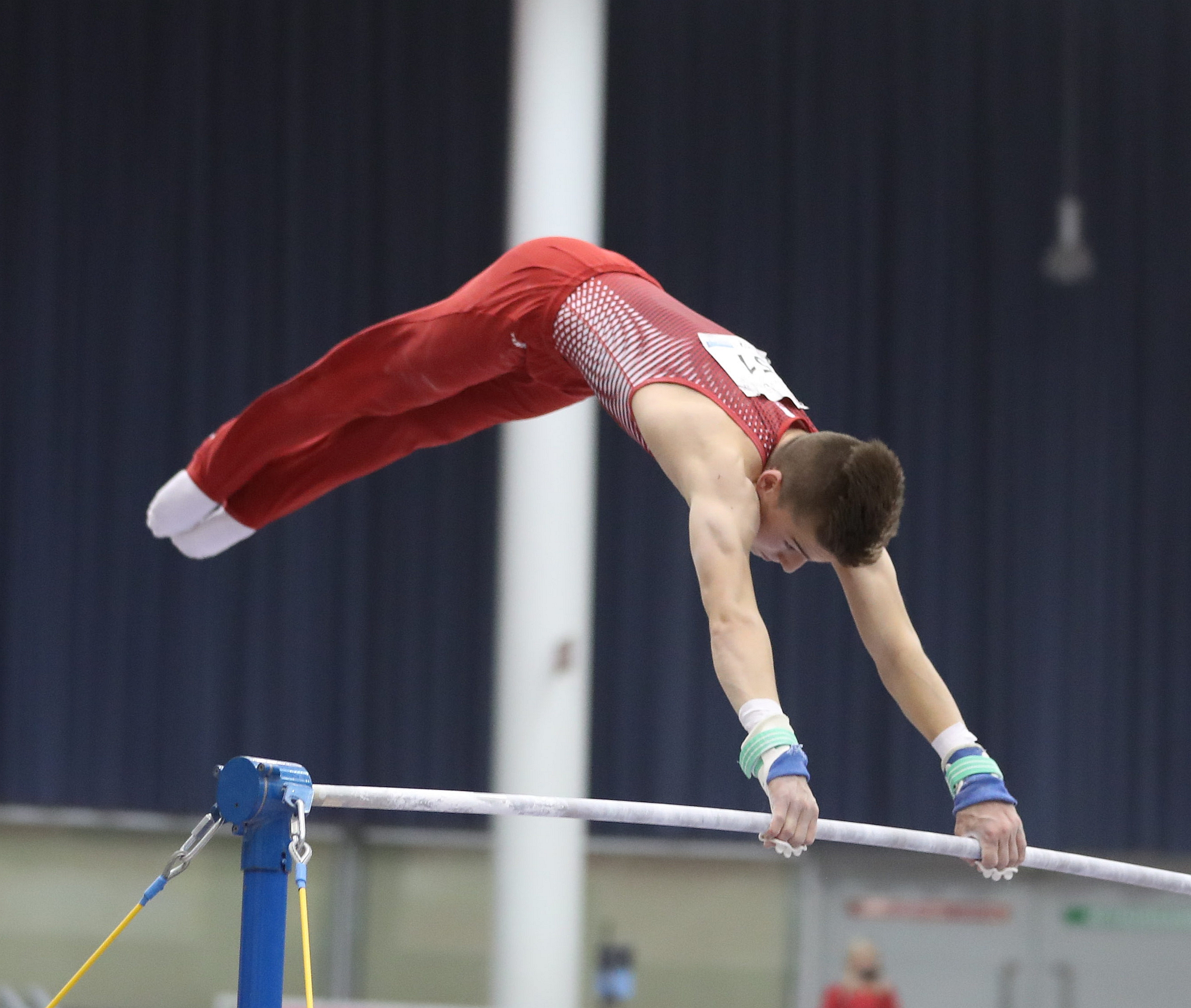
Par Félix Dolci à l'Austrian Future Cup 2018.
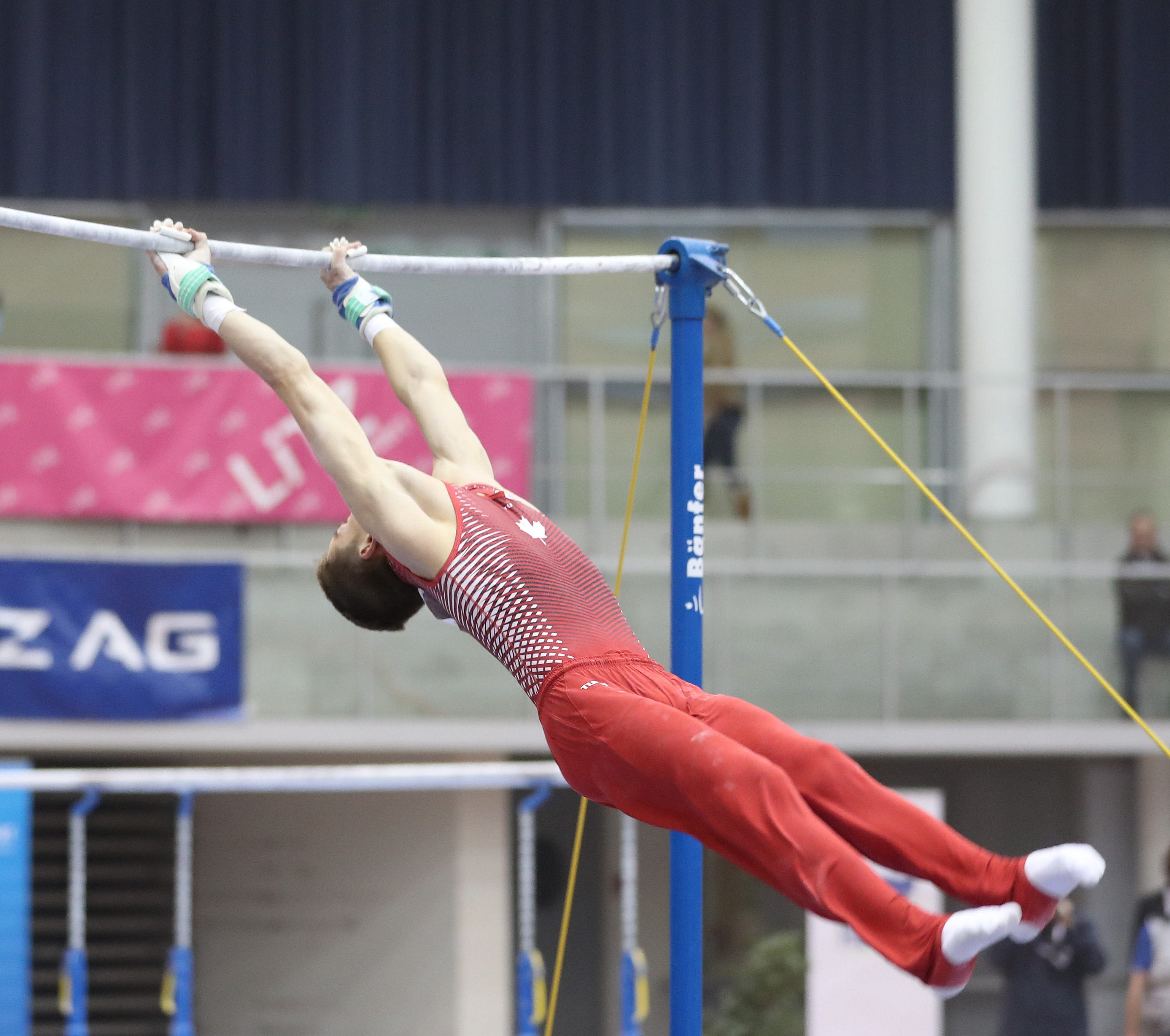
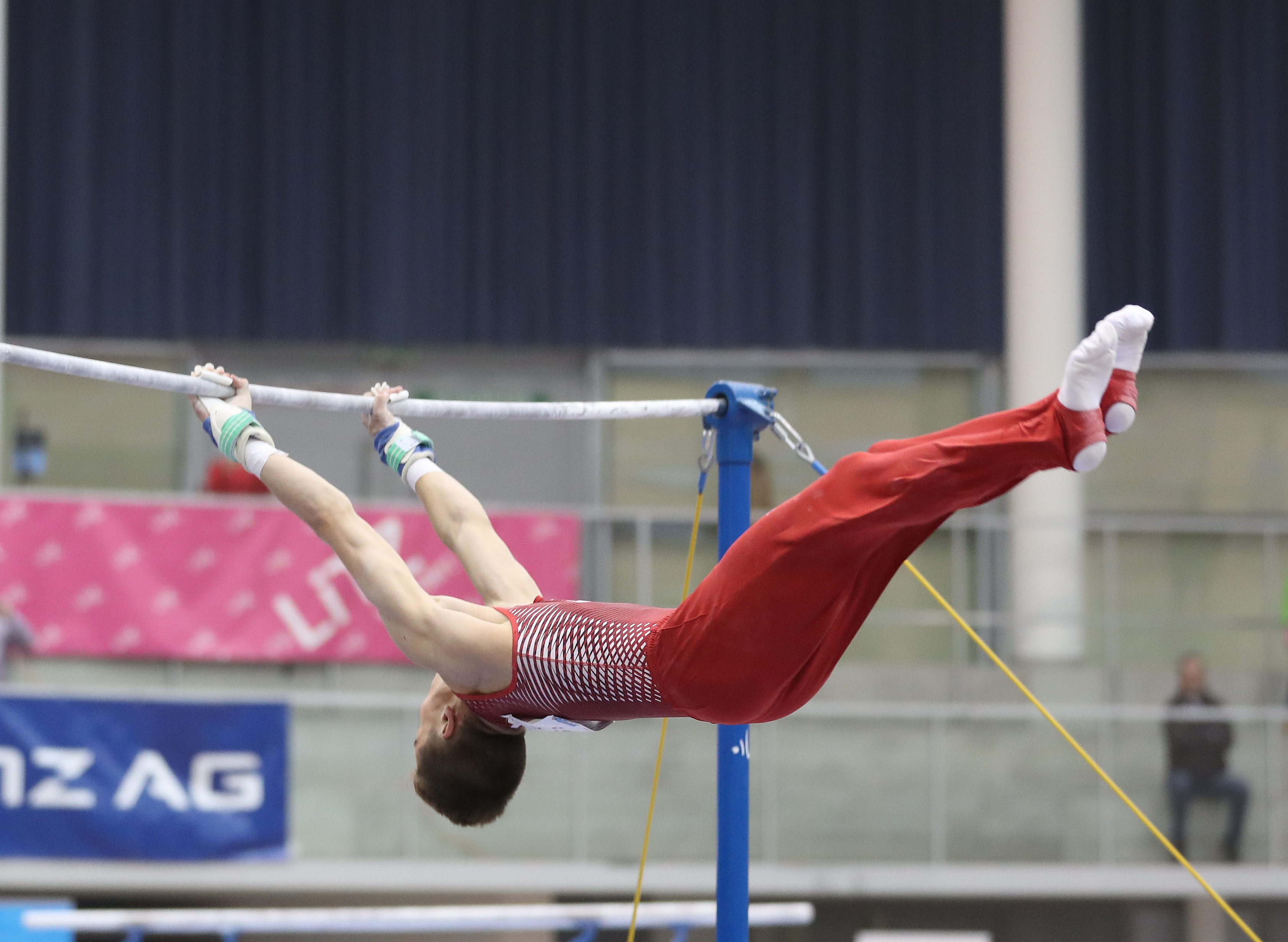
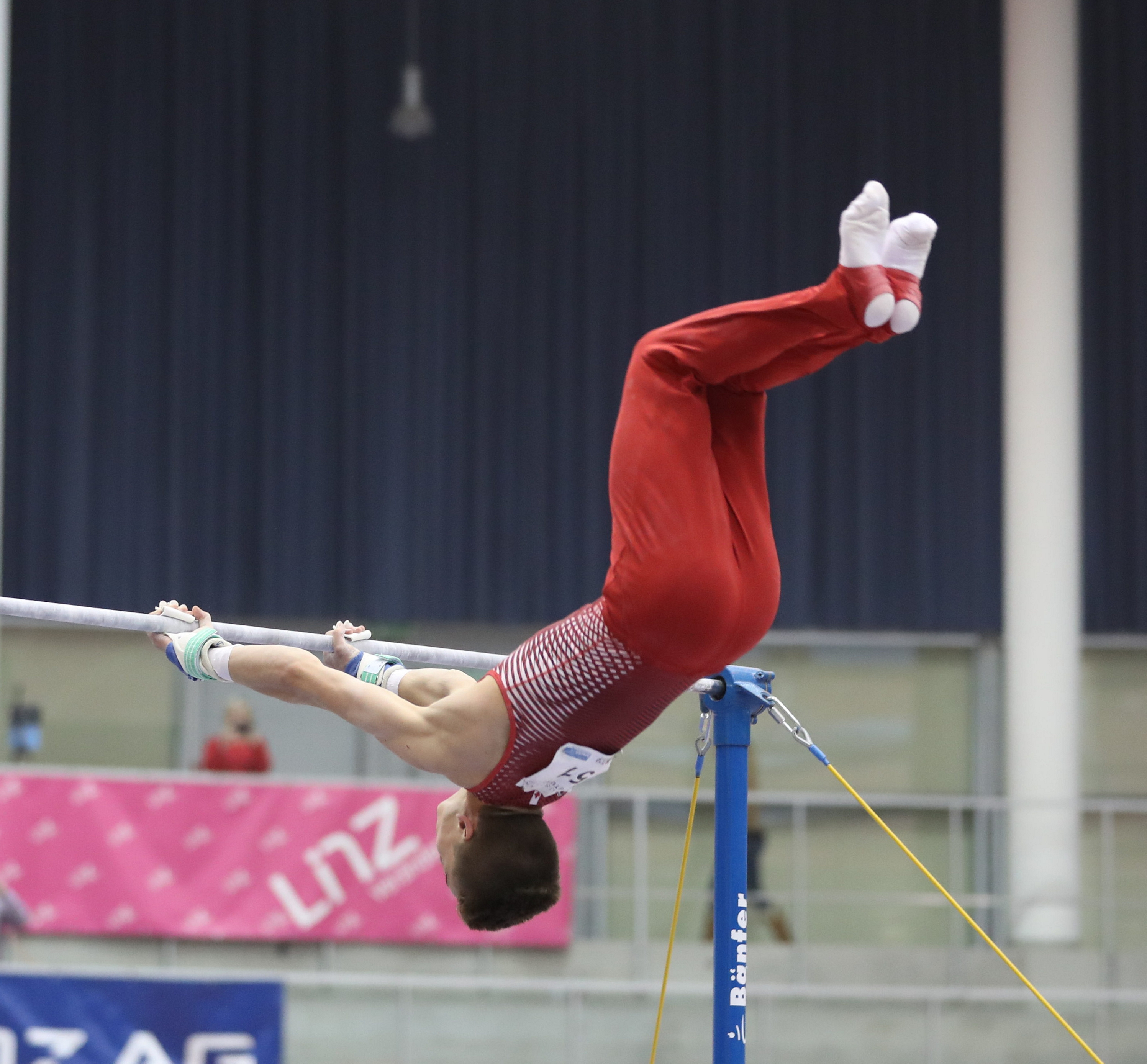
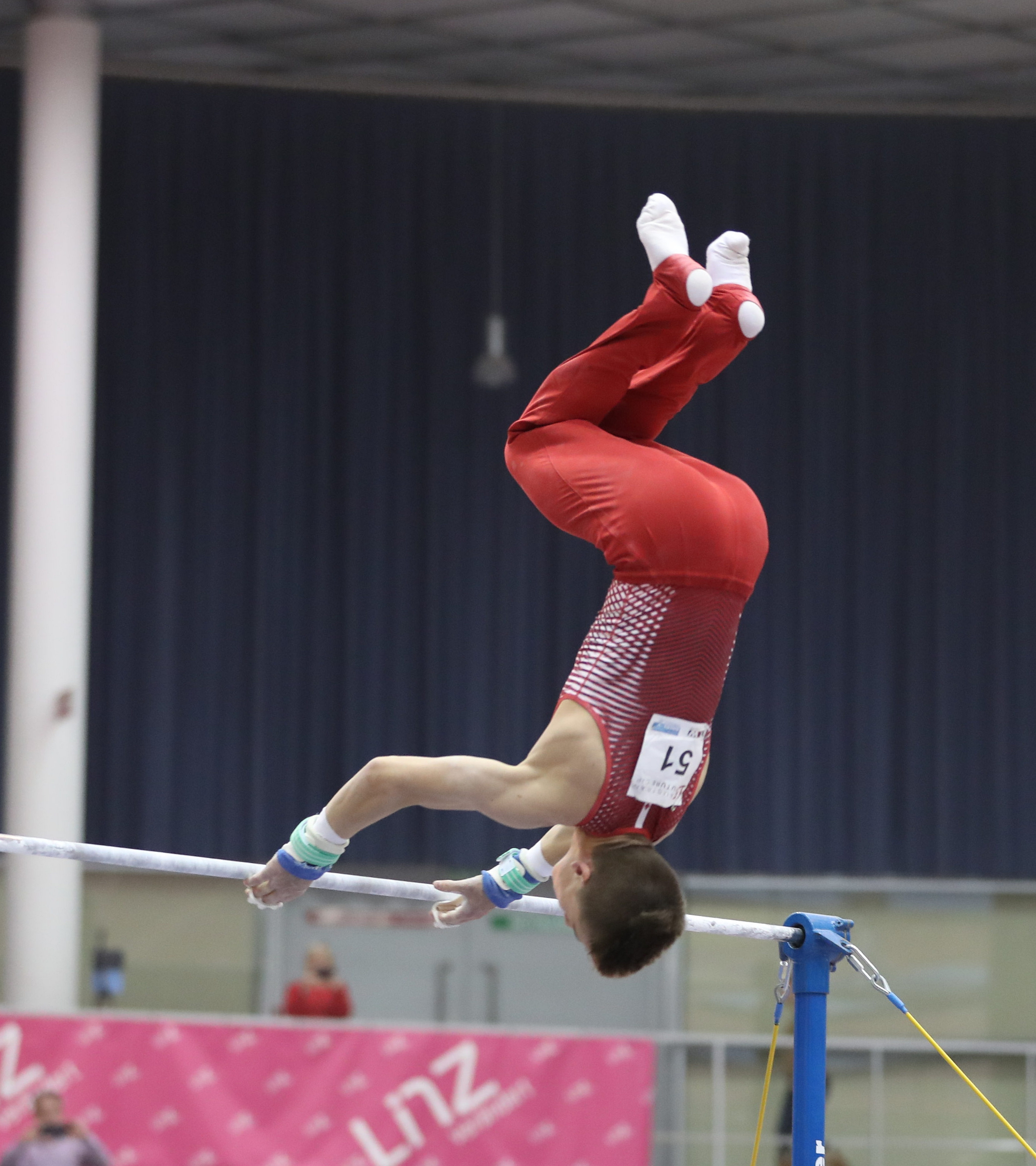
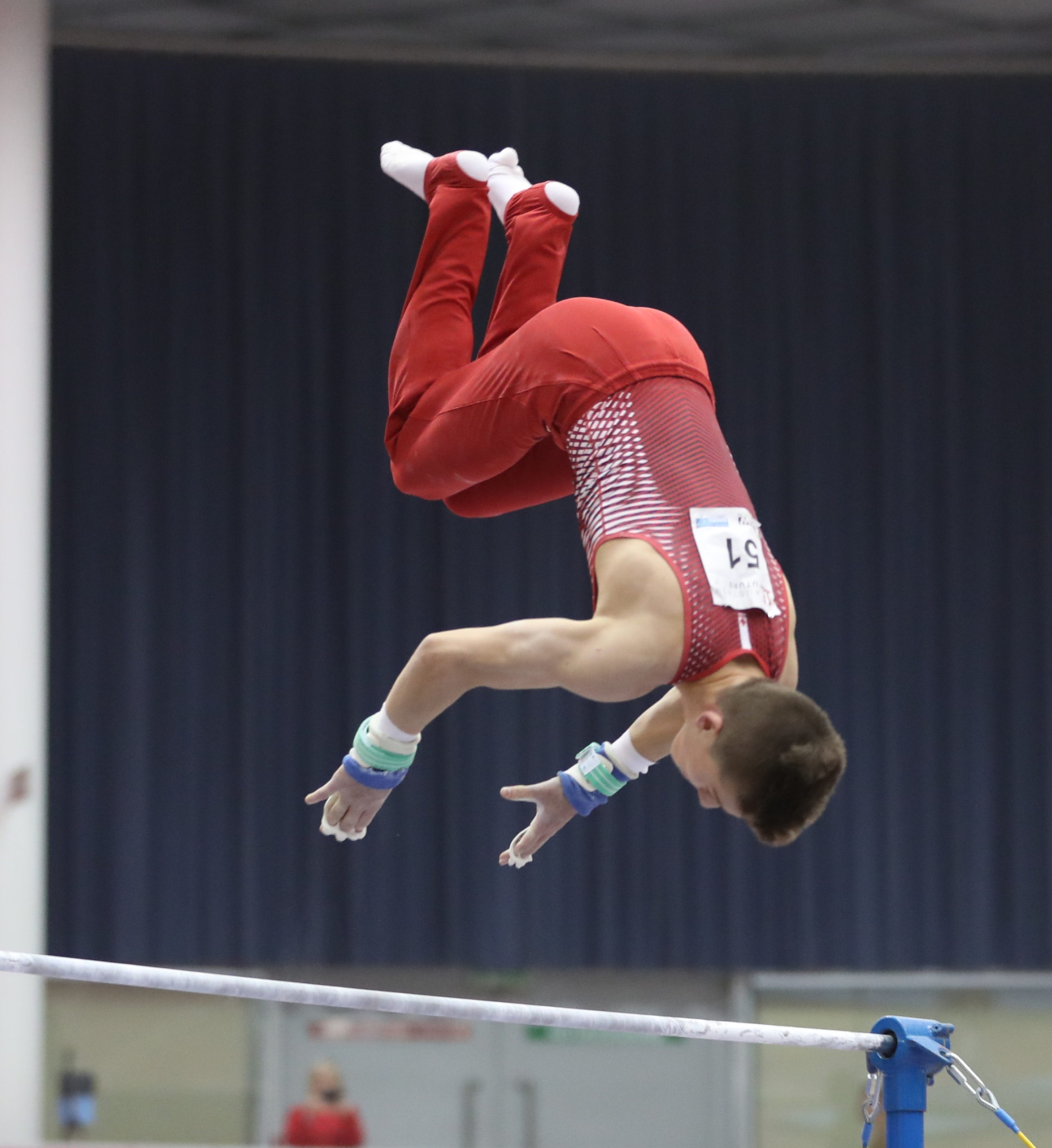
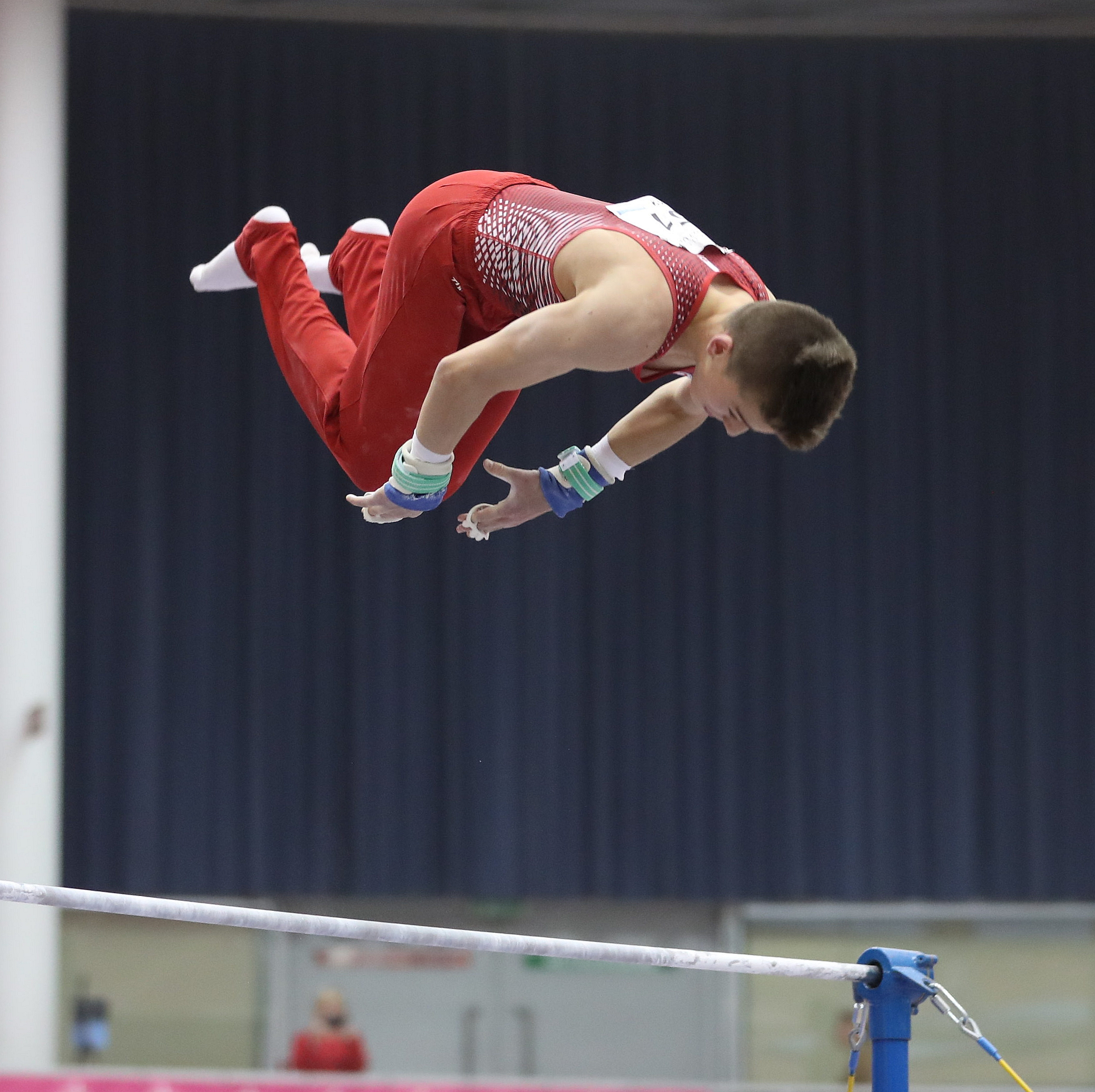
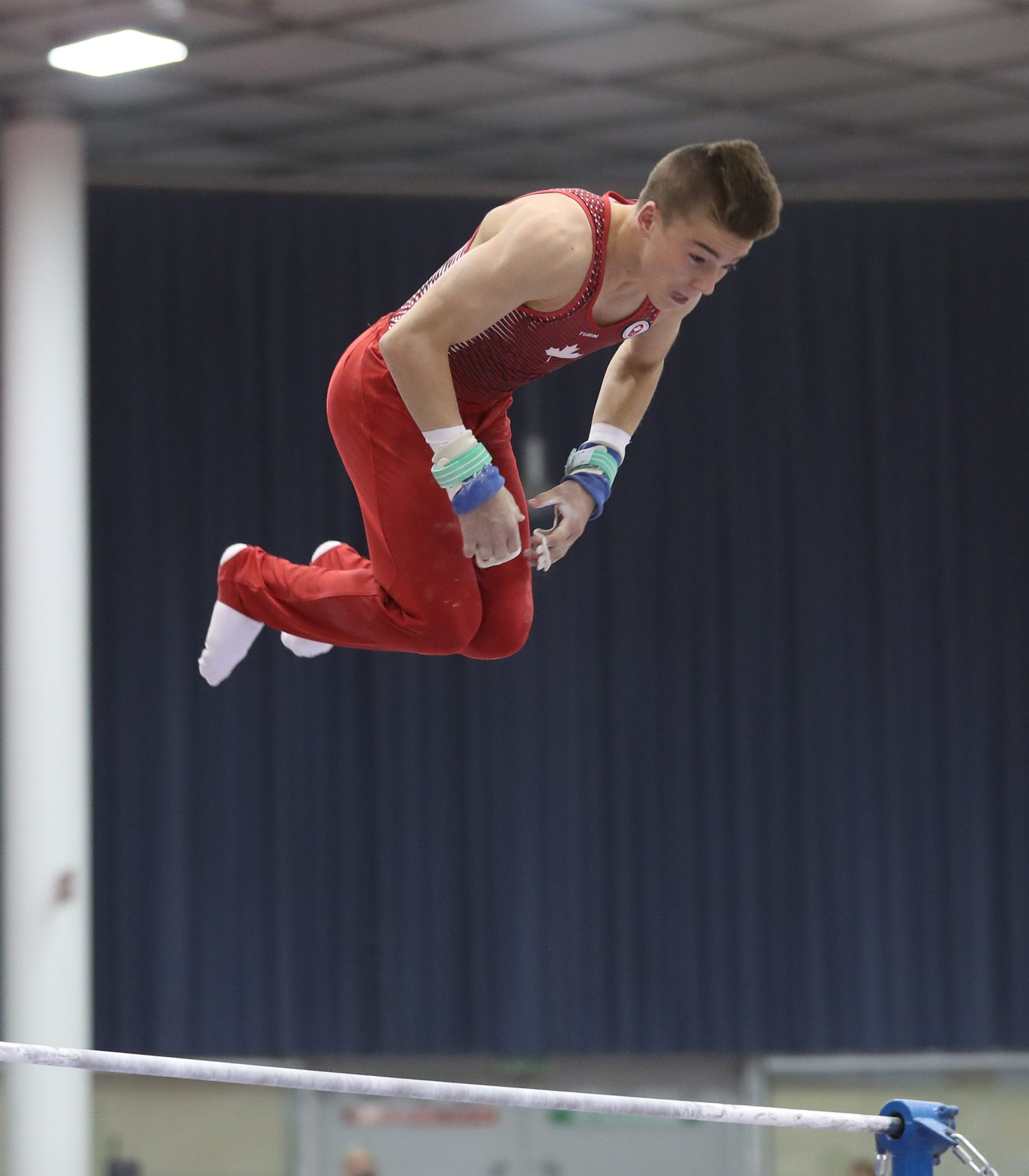
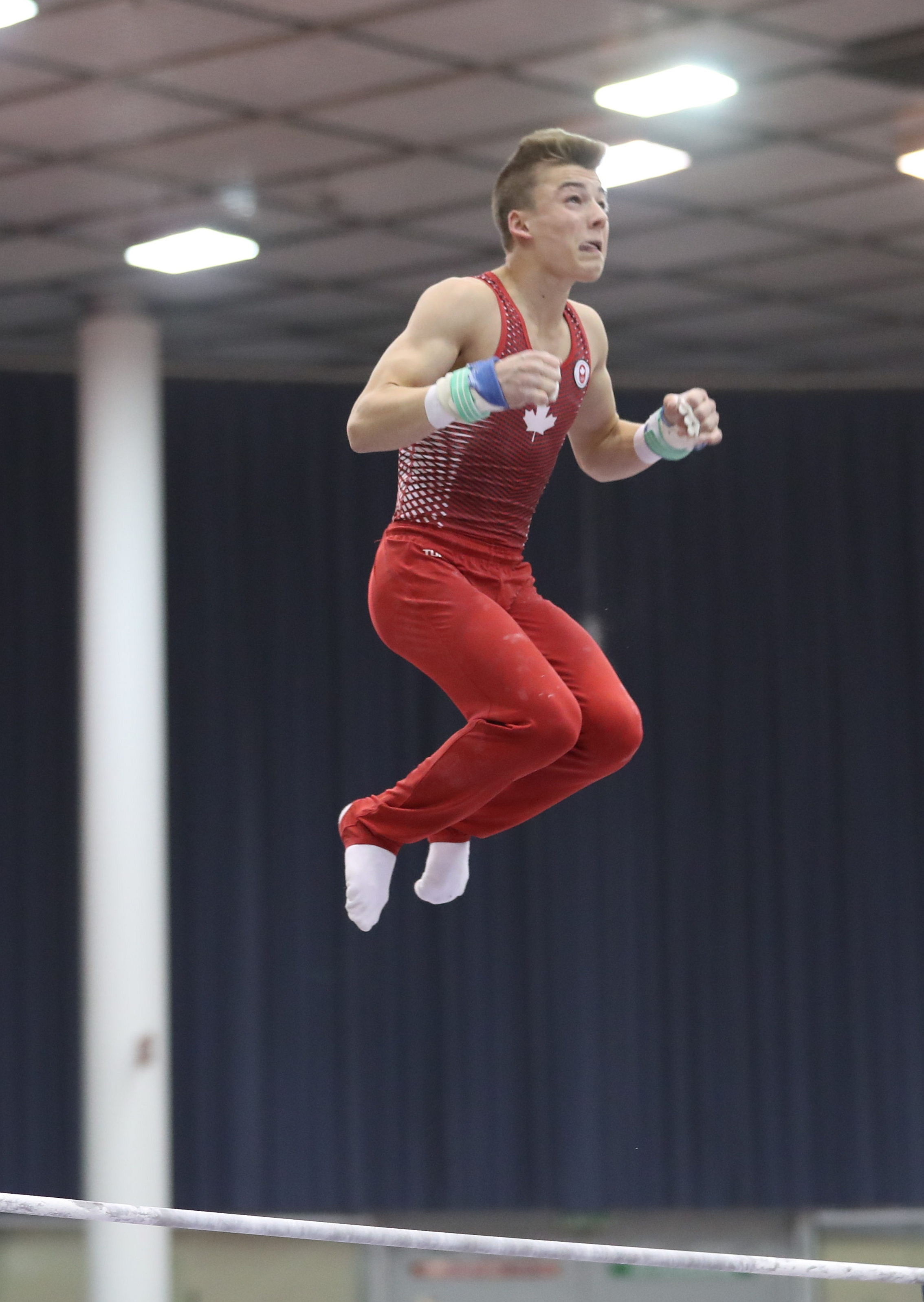
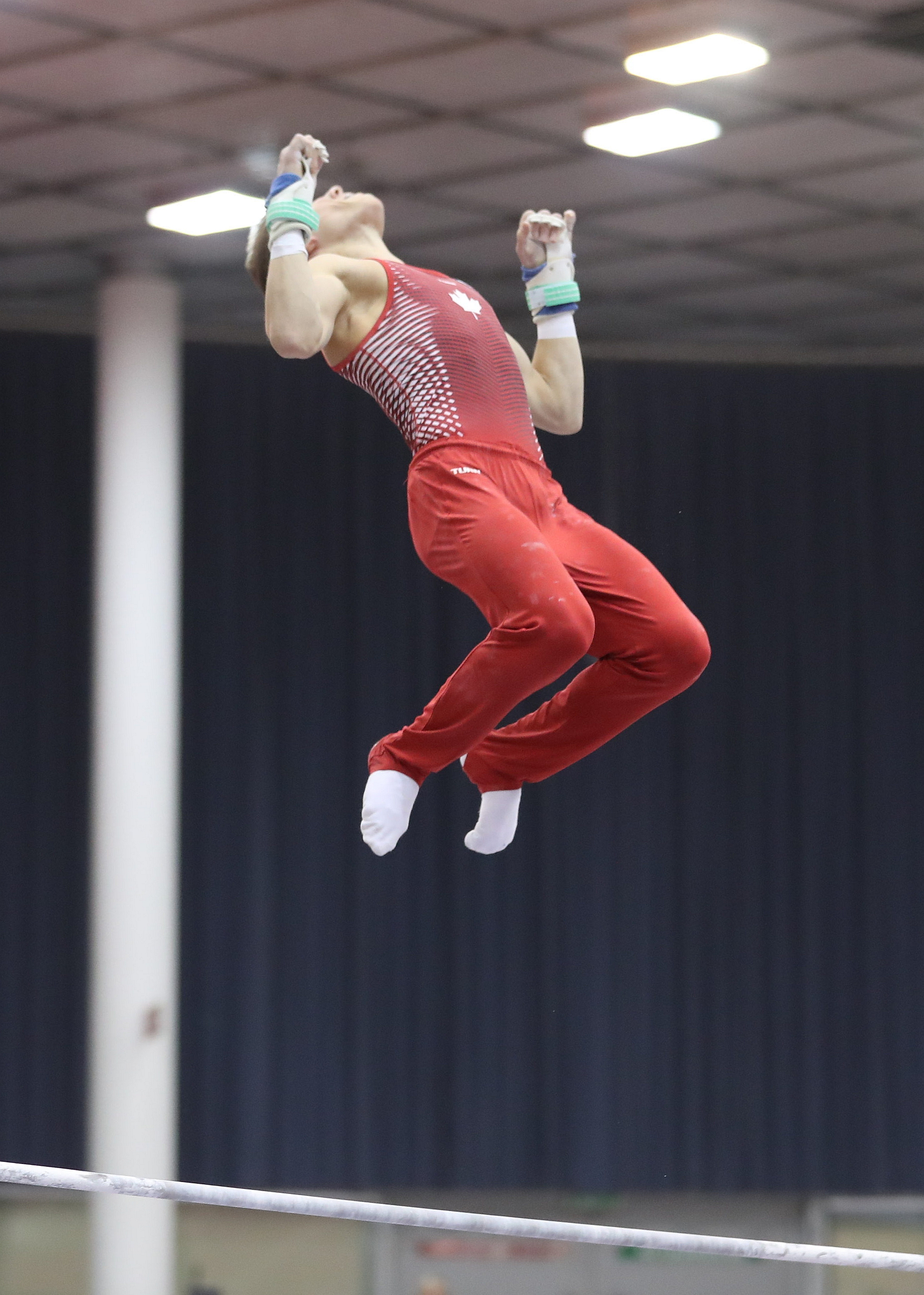
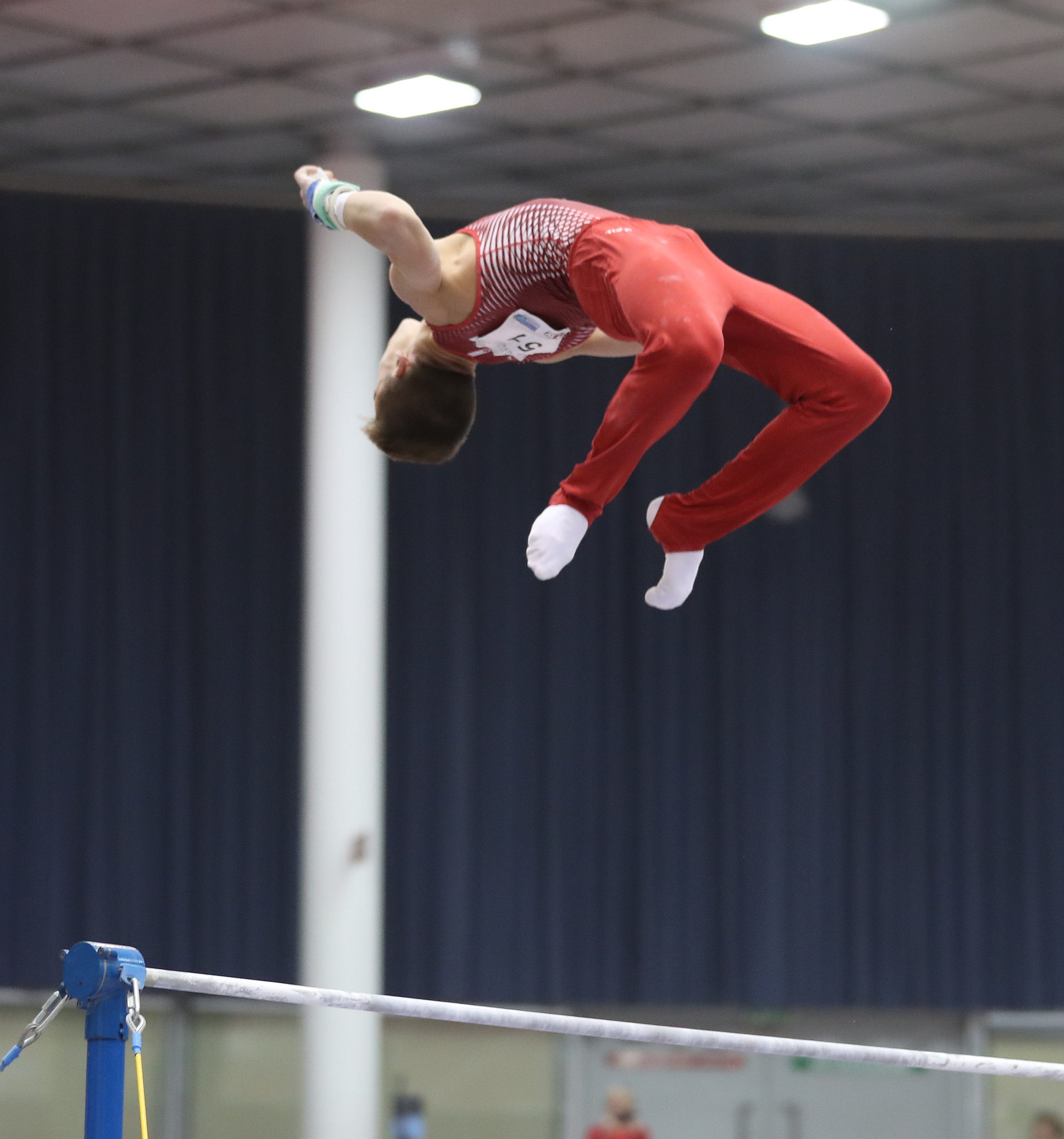
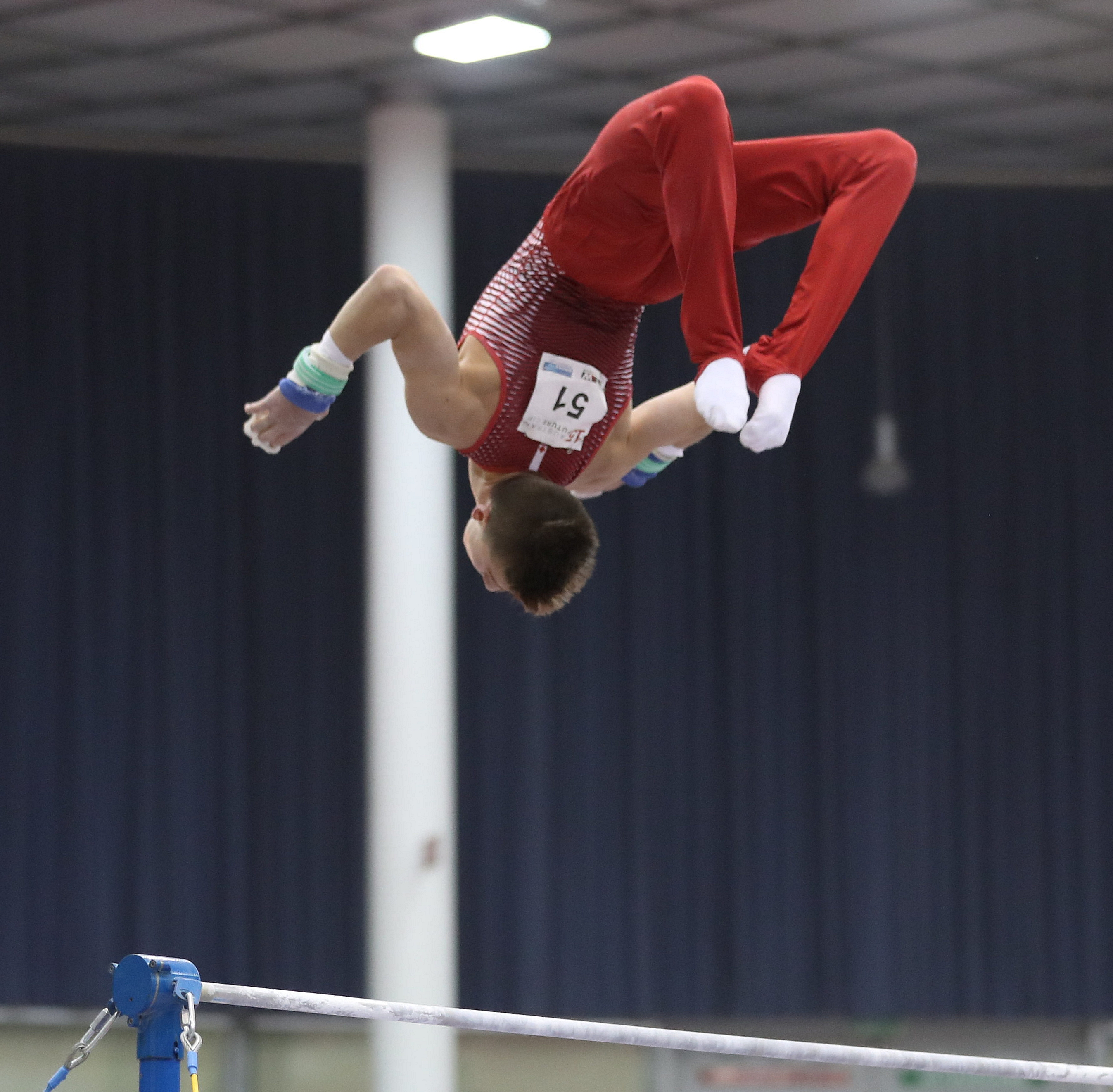
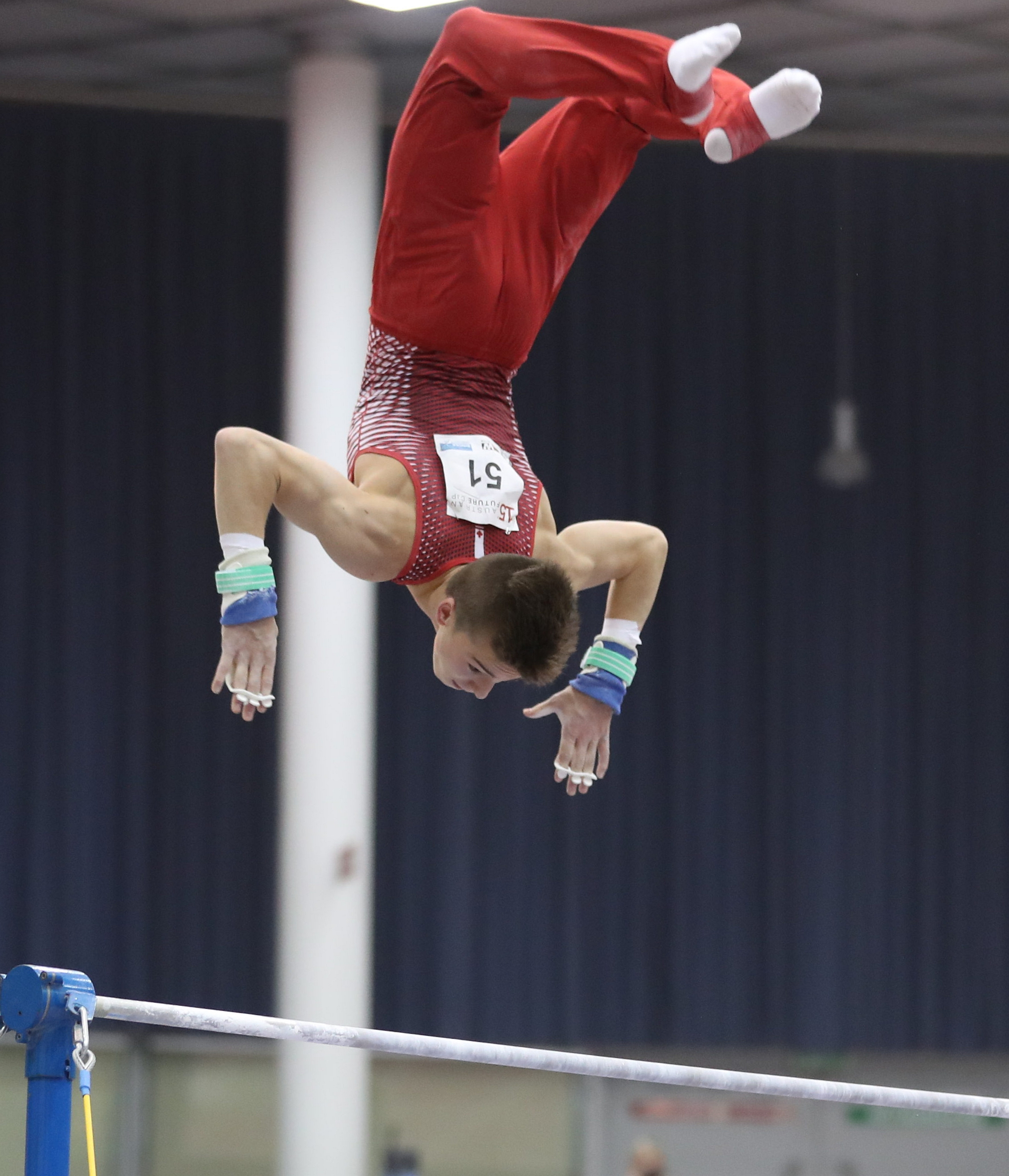